# Hansle Parchment
Hansle Parchment (* 17. Juni 1990 im Saint Thomas Parish) ist ein jamaikanischer Hürdenläufer, der sich auf den 110-Meter-Hürdenlauf spezialisiert hat.

## Karriere
Erste internationale Erfahrungen sammelte Hansle Parchment bei den Jugendweltmeisterschaften 2007 in Ostrava, bei denen er das Halbfinale erreichte, in dem er mit einer Zeit von 14,13 s den fünften Platz belegte. 2010 belegte er bei den Zentralamerika- und Karibikspielen in Mayagüez in 13,97 s den fünften Platz, wie auch bei den Commonwealth Games in Delhi in 13,71 s. 2011 gewann er bei den CAC-Meisterschaften in Mayagüez die Bronzemedaille mit der jamaikanischen 4-mal-100-Meter-Staffel und wurde über die Hürden im Finale disqualifiziert. Anschließend gewann er bei der Sommer-Universiade in Shenzhen in 13,24 s die Goldmedaille.
Bei den jamaikanischen Olympia-Trials im Juni 2012 qualifizierte er sich als Gewinner für die Teilnahme an den Olympischen Spielen 2012 in London. Dort erreichte er das Finale über die 110 Meter Hürden und gewann als Drittplatzierter die Bronzemedaille – dies war die erste jemals für Jamaika gewonnene olympische Medaille im 110-Meter-Hürdenlauf. Er stellte im Finallauf mit erneuter Steigerung seiner persönlichen Bestzeit auf 13,12 s zudem einen neuen jamaikanischen Rekord in dieser Disziplin auf.
Am 1. Juni 2013 gewann Parchment in Eugene mit 13,05 s. Damit stellte er nicht nur eine neue persönliche Bestleistung und Weltjahresbestleistung auf, sondern unterbot auch noch den eigenen jamaikanischen Landesrekord. Daraufhin nahm er an den Weltmeisterschaften in Moskau teil und erreichte dort das Halbfinale. Seinen Landesrekord verbesserte er 2014 in Paris weiter auf 12,94 s und steht damit (Stand 2018) auf Platz 12. Bei den Weltmeisterschaften in Peking errang er in 13,03 s im Finale die Silbermedaille hinter dem Russen Sergei Schubenkow.
Zwei Jahre später qualifizierte er sich erneut für die Weltmeisterschaften in London, bei denen er mit 13,37 s im Finale den achten Platz belegte. Im April 2018 nahm er zum zweiten Mal an den Commonwealth Games im australischen Gold Coast teil und gewann dort in 13,22 s die Silbermedaille hinter seinem Landsmann Ronald Levy. Neun Jahre nach seiner ersten Olympiamedaille gelang ihm am 5. August 2021 bei den Olympischen Spielen in Tokio sein größter Erfolg, als er das Finale mit 13,04 s vor Topfavorit Grant Holloway gewann.
Parchment studierte Psychologie an der University of the West Indies in Kingston. 2012 wurde er jamaikanischer Meister über 110 Meter Hürden.

## Persönliche Bestzeiten
- 110 m Hürden: 12,94 s (+0,8 m/s), 5. Juli 2014 in Paris